# Breda Modèle 1935
Le Cannone-Mitragliera da 20/65 modello 35 (Breda), plus connu sous le nom de Breda Modèle 35 (en italien : Breda Modello 35), était un canon antiaérien de 20 mm produit par la Società Italiana Ernesto Breda. Il a été conçu en 1932 et a été adopté par les forces armées italiennes en 1935. C'était l'un de deux canons anti-aériens de 20 mm que les Italiens utilisèrent durant la Seconde Guerre mondiale, l'autre étant le 20 mm Scotti (en). Les deux tiraient des munitions de 20 × 138 mm B.

## Design
Conçu comme une arme à double usage à utiliser contre les avions et les cibles au sol, il était efficace contre les chars légers, avec la capacité de pénétrer un blindage de 30 millimètres à 500 mètres de distance. Il avait une remorque à deux roues, mais la faiblesse de la structure de cette dernière limitait la vitesse de transport à 20 km/h, le canon a donc été placé sur un camion à la place.

## Version navale
Ce canon était utilisé par la marine royale italienne (Regia Marina) dans la plupart des navires de guerre italiens comme une arme antiaérienne montée sur une plate-forme, en version simple ou double ; considéré comme une arme assez efficace, notamment le très répandu modèle de 1935 en version double, il partageait avec le Cannone-Mitragliera da 37/54 (en) les mêmes systèmes d'exploitation et donc les mêmes défauts, à savoir une structure de support solide avec d'importantes vibrations. Pour les deux versions simples de 1939 et de 1940, largement utilisées sur de petites unités comme les corvettes et les MAS, les défauts ont partiellement été corrigés, les canons obtenant une meilleure visée; cependant, le Breda 20 mm a dans l'ensemble été considéré moins performant que le canon suisse Oerlikon 20 mm utilisé par la Regia Marina à partir de 1941. Toutes les versions avaient une élévation de -10 à +90 degrés,.
En 1940, la marine suédoise a reçu un certain nombre de canons de marine Breda 20/65 dans le cadre de l'achat de deux torpilleurs de classe Spica, devenus en Suède HSwMS Romulus (27) et HSwMS Remus (28) dans la "classe Romulus". En service en Suède, les canons étaient désignés comme "20 mm automatkanon m/38" (20 mm canon mitrailleur m/38), ou "20 mm akan m/38" en abrégé. Les canons utilisaient principalement le montage double de la marine italienne et partageaient les mêmes munitions que les canons antiaériens "20 mm akan m/39" (2 cm Flak 30) de l'armée suédoise achetés à la même époque.

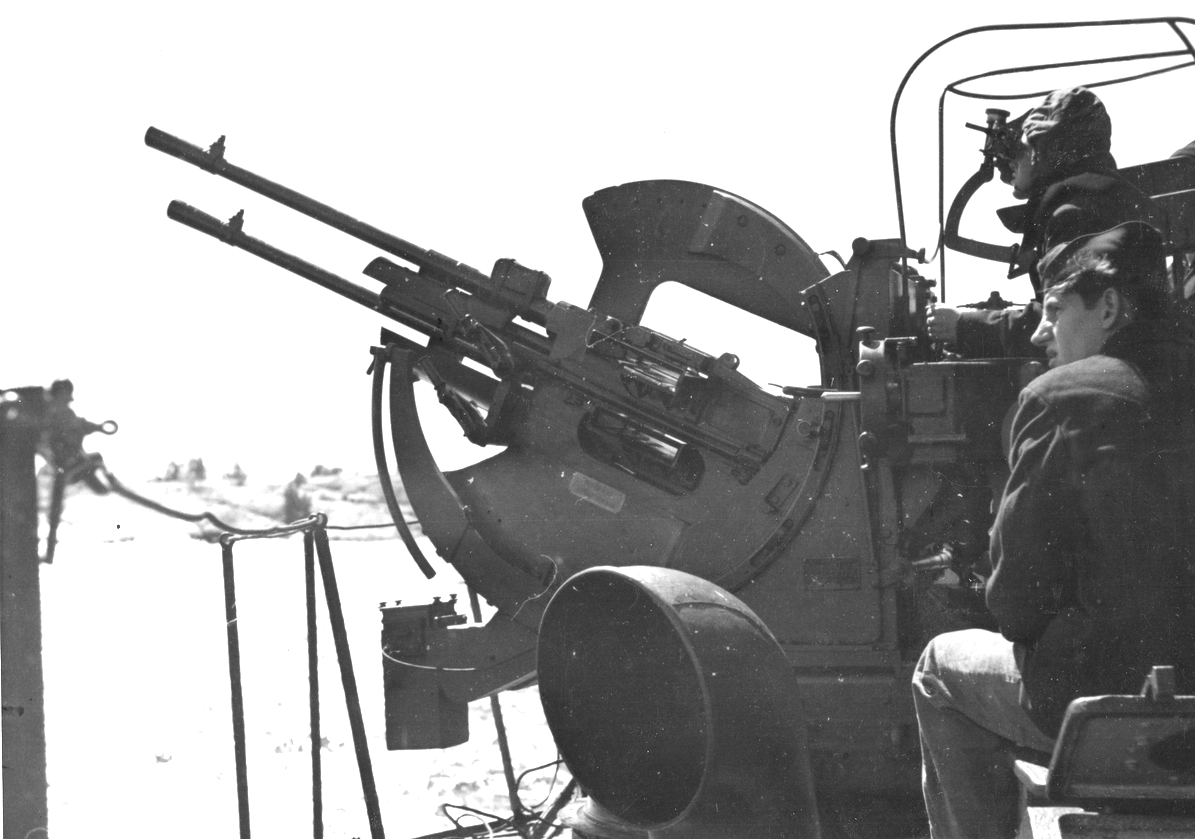
L'akan suédois m/38 de 20 mm (20/65 Breda en montage double naval) sur le navire de construction italienne HSwMS Remus (28).
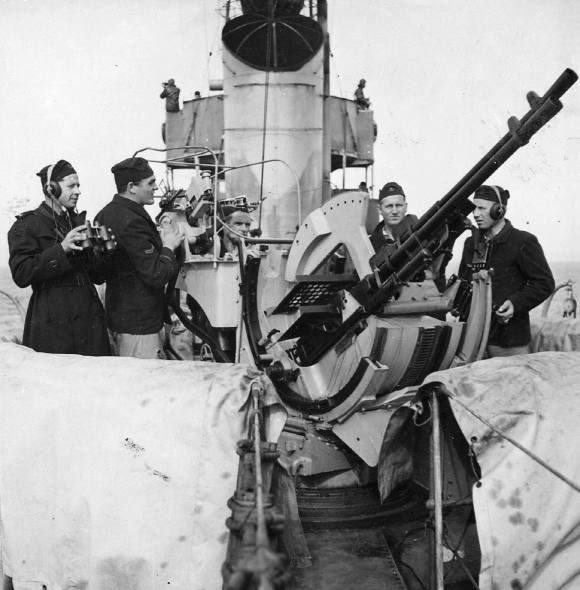
Torpilleur suédois HSwMS Romulus (27) avec akan m/38 de 20 mm.
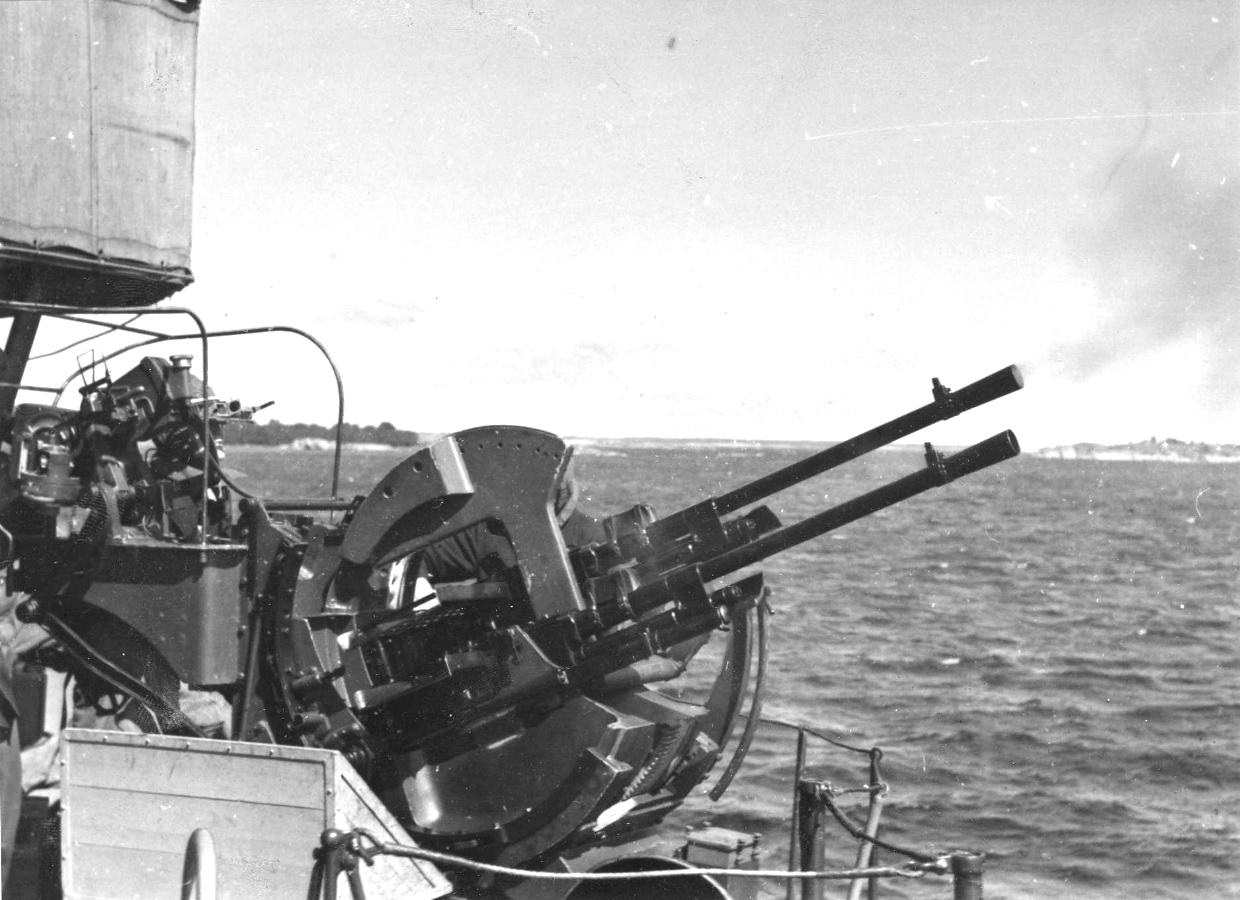
20 mm akan m/38 pendant un exercice de tir.

## Utilisation

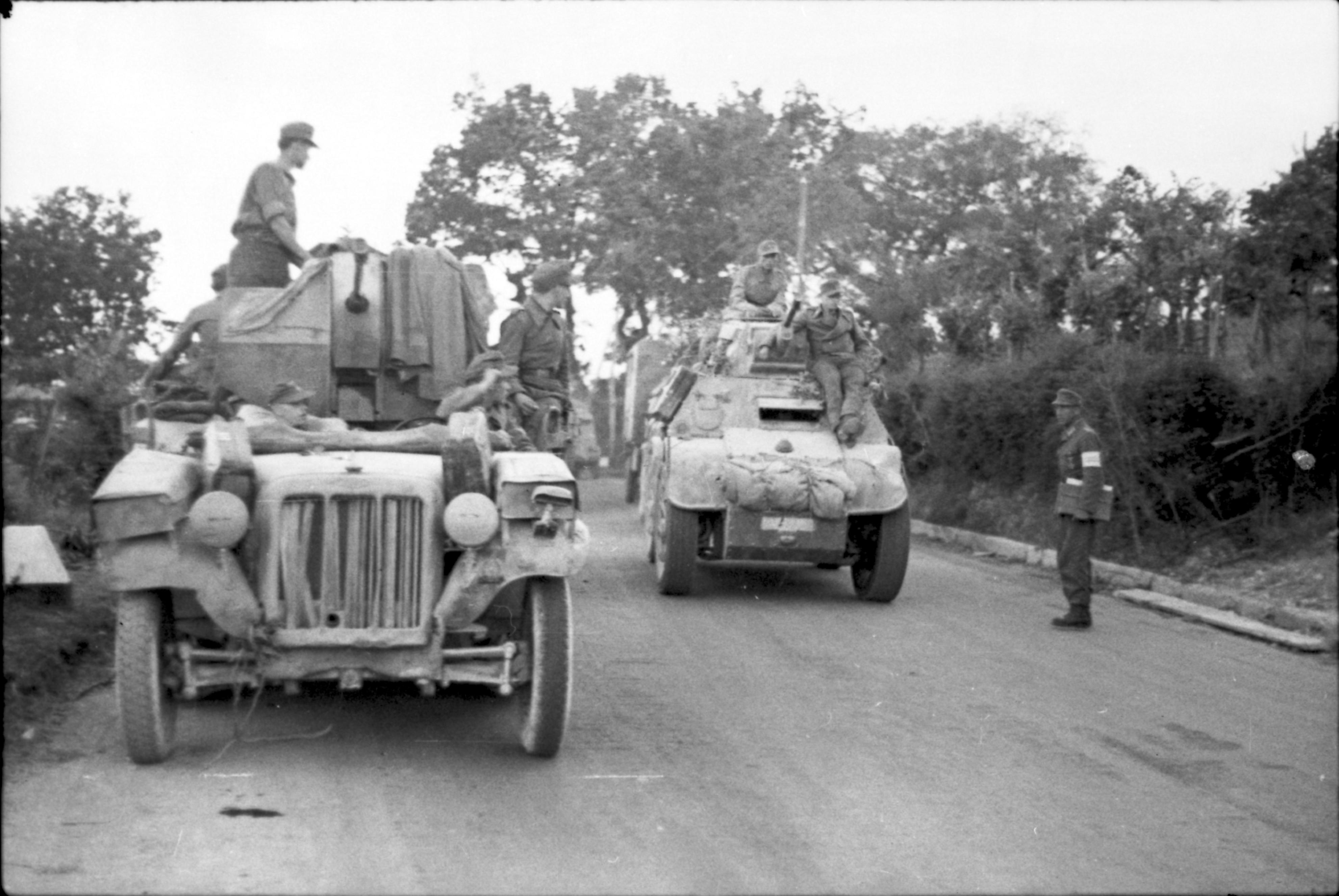
Un Breda 20/65 Mod. 35 monté comme armement principal sur une voiture blindée italienne AB 41. Le véhicule sur la gauche est un Sd.Kfz 10/5 allemand monté d'un Flak 38

En plus de son utilisation comme canon antiaérien, le modèle 35 a été monté comme armement principal dans plusieurs véhicules. Il a été initialement installé dans quatre Panzer I convertis pendant la guerre civile espagnole, par les nationalistes, pour améliorer leur capacité de combat contre les T-26 soviétiques déployés par les forces républicaines. Plus tard, le canon a équipé les chars légers Fiat L6/40 et les voitures blindées AB 41.

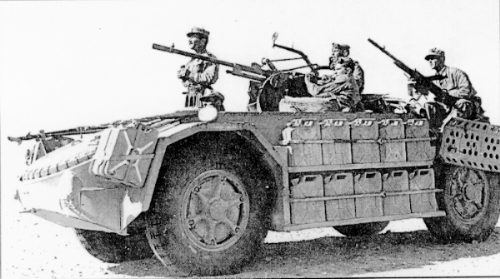
Une AS42 de la Société auto-saharienne armé d'un Breda 20/65 Mod. 35.

Après le début de la guerre d'hiver (ou guerre soviético-finlandaise), la Finlande acheta un total de 88 canons Breda à l'Italie, le dernier canon arrivant durant la Grande Trêve en juin 1940. Cinq d'entre eux furent perdus par la suite au cours de la guerre de continuation. Quatre bateaux torpilleurs motorisés de la classe Jymy, construits en Italie et exploités par la marine finlandaise, avaient chacun un canon Breda de 20 mm sur le pont arrière. Les forces de défense finlandaises ont utilisé le 20 mm Breda Modèle 35, l'utilisant comme une arme de formation pour les équipages antiaériens pendant plusieurs décennies après la fin de la Seconde Guerre mondiale. En 1980, il restait encore 76 canons l'inventaire, mais toutes sont retirés plus tard au cours de cette décennie.

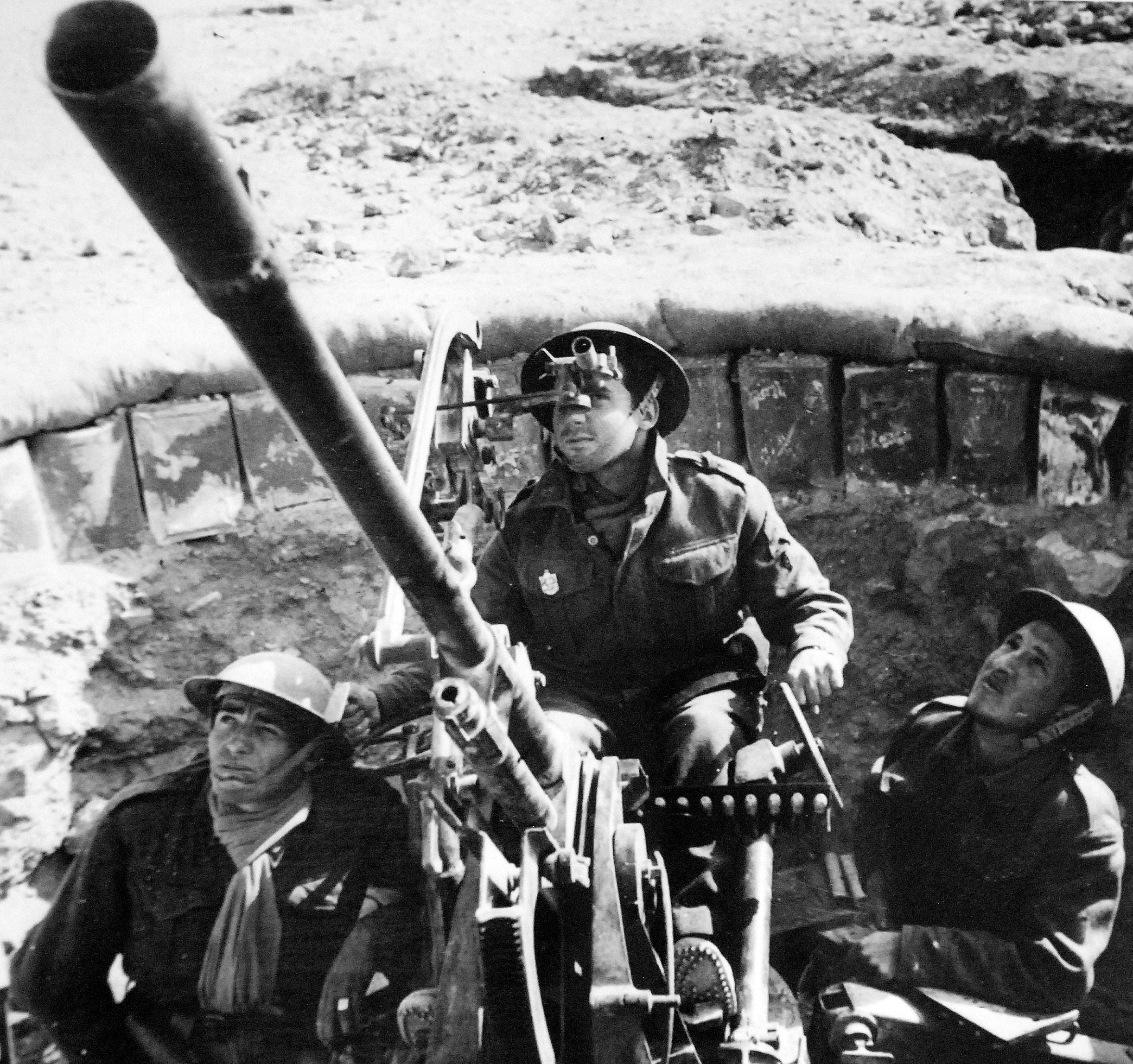
Un canon Breda capturé utilisé par des Français Libres en 1942.

Durant la guerre du désert en Afrique du Nord, les forces du Commonwealth ont capturé un grand nombre de Breda pendant l'opération Compass, permettant d'équiper le Régiment antiaérien léger australien 2/3 de la 4e brigade antiaérienne (qui avait un total de 42 Breda dans ses batteries antiaériennes légères pendant le siège de Tobrouk) et une batterie du 106e régiment de hussards de Lancashire.
Les Bredas capturés ont été utilisés par le Long Range Desert Group et à bord d'un certain nombre de navires de la marine royale australienne et de la Royal Navy, y compris les HMAS Vendettea, HMAS Perth et HMS Ladybird (en), et au moins un Marmon-Herrington Mk II blindé.
Pendant la deuxième guerre sino-japonaise (Seconde Guerre mondiale en Chine), les soldats de l'armée nationaliste chinoise ont utilisé le Breda Modèle 35 pendant la bataille de Xinkou, abattant 3 avions japonais. Le Breda modèle 35 a été non seulement utilisé comme canon antiaérien mais aussi pour détruire des chars et des véhicules japonais.